# 60-я стрелковая дивизия (1-го формирования)
60-я стрелковая дивизия (60-я сд) — воинское соединение в РККА Вооружённых Сил СССР.

## 2-е формирование
2-я Кавказская Краснознамённая стрелковая дивизия им. Стёпина (смешанная) в июле 1936 года переименована в 60-ю Кавказскую сд им. Стёпина, (8с).
Дивизия принимала участие в военном походе Красной Армии в сентябре 1939 года в восточных районах Польши, Западная Украина, в составе 15-го стрелкового корпуса, действовавшего в составе: с 16 сентября в Шепетовской армейской группы (см. Житомирская армейская группа), с 18 сентября — Северной армейской группы, с 28 сентября — 5-й армии Украинского фронта.
Дивизия принимала участие в советско-финской войне (1939—1940) в составе 56-го ск, 15-й армии.(5с)
Дивизия принимала участие в походе в июне-июле 1940 года в составе Южного фронта в Северную Буковину, в Румынию. (6)
24 апреля 1941 года переформирована в 60-ю горнострелковую.

## Полное название
60-я Кавказская стрелковая дивизия им. Стёпина

## Командование
Командиры дивизии:
- 17.05.1936 — 4.06.1937 — Львов, Владимир Николаевич (комдив, с 15.11.1931 по 17.05.1936 гг. был командиром-военкомом 2-й Кавказской Краснознамённой стрелковой дивизии им. Стёпина);
- до 14.03.1938 — Мозгов Дмитрий Иванович, комбриг (арестован и расстрелян).

## Состав
На 19.01.1940: 56-й ск СЗФ,(5с)
- 194-й сп
- 358-й сп
- 83-й гап
- 367-й отдельный танковый батальон

## История
1936 год
2-я Кавказская Краснознамённая стрелковая дивизия им. Стёпина (смешанная) в июле 1936 переименована в 60-ю Кавказскую сд им. Стёпина.
Дивизия входила в состав 15-го ск Киевский военный округ Киевского ВО.
Дивизия взаимодействовала с Коростеньским укреплённым районом.
1938 год
15-й стрелковый корпус для оказания помощи Чехословакии приводился в боевую готовность в составе Житомирской армейской группы в сентябре-октябре 1938).
1939 год
1 августа
С 1 августа по 1 декабря 1939 г. командование Красной Армии планировало провести в …УРе следующие мероприятия:
- Скадрировать третьи стрелковые батальоны в трёх сп 60-й сд, оставив вместо них кадры по 22 человека применительно к штату № 9/821. Всего 729 чел.

1 сентября началась германо-польская война.
16 сентября
Дивизия принимала участие в освободительном походе рабочих и крестьян от гнёта капиталистов и помещиков в сентябре 1939 года в восточных районах Польши, Западная Украина, в составе 15-го стрелкового корпуса.
16 сентября 60-я сд 15-го ск вошла в состав Шепетовской армейской группы (см. Житомирская армейская группа) Украинского фронта.
На северном фланге УФ на участке от Олевска до Ямполь развернулись войска Шепетовской армейской группы, которой была поставлена задача нанести удар по польским войскам, решительно и быстро наступать в направлении г. Ровно.
В районе г. Олевска развернулась 60-я стрелковая дивизия с задачей наступать на г. Сарны. В районе Городница — Корец развернулся 15-й стрелковый корпус с задачей сначала выйти на р. Горынь, а к концу 17 сентября занять г. Ровно. 18 сентября 15-й и 8-й стрелковые корпуса должны были занять г. Луцк и далее двигаться в сторону г. Владимир-Волынский.
17 сентября Красная Армия в 5.00 перешла советско-польскую границу, начался освободительный поход.
С 18 сентября дивизия вошла в состав Северной армейской группы.
19 сентября на правом фланге армейской группы к утру дивизия достигла позиций польского Сарненского укреплённого района (далее Ура) и завязала бои за овладение им. Польские ДОТы находились на правом берегу р. Случь и это обстоятельство осложняло борьбу с ними.
20 сентября дивизия штурмовала Сарненский УР.
В течение двух дней войска дивизии прорвали Сарненский УР на фронте Тынне — Князь-Село и 21 сентября вступили в г. Сарны.,
В 10.30 21 сентября в штаб Украинского фронта поступил приказ наркома обороны СССР № 16693, об остановке войск на линии, достигнутой передовыми частями к 20.00 20 сентября. Перед войсками ставилась задача находиться в состоянии полной боеготовности, быть готовыми двигаться далее.
К закату солнца 22 сентября войска Северной армейской группы вышли на линию населённых пунктов г. Ковель — Рожице — г. Владимир-Волынский — Иваничи.
Войска Северной армейской группы 23 сентября возобновили продвижение на запад. На северном фланге наступали соединения 15-го ск.
До 25 сентября дивизия собирала в Сарненском УРе оружие и боеприпасы.
Войска 15-го стрелкового корпуса 25—26 сентября форсировали реку Западный Буг.
С 28 сентября дивизия вошла в состав 5-й армии.
2 октября дивизия была в резерве 5-й армии Украинского фронта.
1940 год
10 января
В середине января дивизия отбыла из г. Винницы через г. Петрозаводск в населённый пункт Уома в состав Северо-Западного фронта. Дивизия участвовала в Зимней войне в сокращённом составе (два сп и один ап).
19 января 1940 командование включило дивизию в состав 56-го стрелкового корпуса.
Состав дивизии:
- 194-й сп,
- 358-й сп,
- 83-й гап,
- 367-й отд.тб.

28 января 1940 дивизия прибыла в назначенное место и вошла в состав 56-го ск.
С 9 марта 1940 дивизия вышла из состава 56-го ск и стала отдельной дивизией.
1 апреля 1940 из района Уома-Кясняселькя перешла в Лодейное Поле и Волховстрой.
11-12 апреля 1940 дивизия погружена в железнодорожные эшелоны и отправлена в Киевский Особый военный округ.
10 июня
10 июня в 0.35-1.00 начальник Генштаба РККА Маршал Советского Союза Шапошников Борис Михайлович шифротелеграммой приказал командующему войсками Киевского Особого военного округа генералу армии Жукову Георгию Константиновичу привести в готовность управления стрелковых корпусов с корпусными частями, стрелковые дивизии, танковые бригады, артполки РГК и все понтонные средства. В числе этих войск была и 60-я сд.
Военный совет КОВО после получения директив в течение 15 минут оповестил войска о приведении в боевую готовность.
Военный совет КОВО в 15.04-21.45 10 июня отдал приказ командирам соединений и воинских частей о сосредоточении. 13-й ск (60, 62, 139-я сд, 23 и 24-я лтбр, 376, 168, 305-й ап РГК; 1-й танковый батальон тяжёлых танков КВ).
11 июня войска КОВО под видом учебного похода начали сосредоточение, которое должно было завершиться 24 июня.
20 июня в 21.40 директивой наркома и начальника Генштаба из состава Управления Киевского Особого Военного Округа выделяется управление Южного фронта. Командующим войсками фронта назначается командующий войсками КиевОВО генерал армии Георгий Константинович Жуков, штаб фронта в г. Проскуров. Определялись состав войск 12-й армии и районы сосредоточения: управления 8, 13, 17-го стрелковых корпусов; 58, 60, 62, 72, 81, 124, 131, 139, 146-я -я стрелковые дивизии; 5, 23, 24, 26, 38-я легкотанковые бригады; 10-я тяжёлая танковая бригада; 135, 168, 305, 324, 375, 376-й артполки РГК; 315 и 316-й артдивизионы в районе Куты, Снятынь, Стецова, Коломыя.
В июне 60-я сд входила в состав 13-го ск.
28 июня. Освободительный поход в Бессарабию
В 11.00 после получения ответа румынского правительства советские войска получили новую задачу — без объявления войны занять Бессарабию и Северную Буковину. Военный совет Южного фронта отдал войскам директиву № А00149, которой поставил новую задачу войскам Южного фронта — быстрым выдвижением к р. Прут закрепить за СССР территорию Буковины и Бессарабии.
Командующему 12-й армией было приказано в первом эшелоне иметь подвижные части с задачей: 4-му кк с 24-й лтбр (быстроходные танки БТ) занять район Серет (Сирет), Герца, Черновицы и закрепиться на линии Серет, Герца.
Вслед за 4-м кк 60-й и 131-й стрелковым дивизиям выйти: 131-й сд — в Черновицы и 60-й сд на рубеж Серет, Герца и сменить части 4-го кк, сменив основные силы, штаб дивизии-60 в районе Терешени (Тарашаны) .
4-й кк по смене его 60-й сд сосредоточиться в районе Сторожинец. Граница слева — р. Прут (вкл.), Герца.
В 14.00 28 июня советские войска начали операцию по занятию территории Северной Буковины и Бессарабии.
В 21.00 60-я сд 13-го стрелкового корпуса находилась на переправах через р. Черемош в Вижнице и Испасе.
В 23.00 Военный совет фронта передал Военным советам армий директиву № 00150, в которой ставились задачи на второй день похода:
Армиям фронта, действуя в составе, установленном директивой моей № 00149, с утра 29.6 продолжать движение и занять северную Буковину и Бессарабию и к исходу 30.6 выйти к новой государственной границе.
В частности 12-й армии 29 июня выйти на рубеж Селетин, Тереблешти (Порубное), ст. Каменка, ст. Строешки, ст. Липканы и прочно удерживать его. С выходом на этот рубеж иметь основные группировки: 4-й кк с 23-й лтбр в районе Сторожинец, 60-я сд — Терешени (Тарашаны) , 131-я сд — Черновицы, 58-я сд с 5-й лтбр — Динауцы (Диновцы) и 2-й кк — Хотин. Штаб 17-го ск вывести 29.6 — Черновицы и подчинить командованию 17-го ск — 131-ю, 60-ю и 58-ю сд. Граница слева с 5-й армией — р. Збруч, Хотин, р. Прут (всё для 12-й армии). Частям при занятии Буковины и Бессарабии движение вести на хвостах отходящих румынских войск. Во всех гарнизонах занятой Бессарабии и Буковины поддерживать надлежащий порядок, наладить караульную службу и взять под охрану всё имущество, оставленное румынскими войсками, госучреждениями и помещиками.
29 июня
В 10.00 60-я сд 17-го стрелкового корпуса завершила переправу через р. Черемош и двинулась одной колонной от Куты на Сторожинец, другой — от Вашковцев на Черновицы.
В 15.30 60-я сд двигалась двумя колоннами на Сторожинец и на Черновицы.
В 21.00 часть сил 60-й сд находилась в двух населённых пунктах — в Сторожинце и в Черновицах.
30 июня
В 0.15 30 июня начальник Генштаба Маршал Советского Союза Б. М. Шапошников сообщил находящемуся в г. Тирасполе народному комиссару обороны СССР Маршалу Советского Союза Тимошенко С. К. и командующему войсками Южного фронта генералу армии Жукову Г. К. о продлении срока эвакуации румынских войск до 14.00 3 июля. На основании полученной информации Военный совет Южного фронта издал директиву № 00151, в которой было сказано, армии фронта, продолжая выдвижение к новой границе, к исходу 29.6 заняли северную Буковину и заканчивают занятие Бессарабии. Далее приказывалось: 12-й армии выдвинуть к исходу 30.6 60-ю сд в район Терешени (Тарашаны) и передовыми частями 60-й и 58-й сд закрепиться по госгранице на участке Фонтина Алба, ст. Тереблешти (Порубное), Херца (Герца), Липканы. С выходом передовых стрелковых частей на госграницу танковым бригадам сосредоточиться: 23-й лтбр — Сторожинец, 5-й лтбр — Ставчаны. Батальону 24-й лтбр присоединиться к своей бригаде. Конным корпусам (2-му и 4-му) оставаться в занимаемых ими районах. Граница слева с 5-й армией — прежняя.
В 16.00 17-й ск (58, 60, 131-я сд, 38-я лтбр; 315-й артдив РГК) завершал выход в назначенные районы и населённые пункты, что являлось выполнением поставленной задачи.
60-я сд в 16.00 достигла главными силами Сторожинца, а передовые отряды 358-го и 194-го стрелковых полков выходили на рубеж Порубное-Герца для смены кавалерии. Одно подразделение Красной армии случайно вступило на станцию Сирет, но в тот же день отошло за установленную линию государственной границы. 58-я сд заняла район Диновцы, Котелево и готовилась к смене частей 5-й лтбр. 131-я сд полностью сосредоточилась в Черновицах.
1 июля 60-я сд в течение дня сменяла кавалерию на участке Порубное-Герца. 34-я кд 4-го кк и 23-я лтбр сосредоточились в Сторожинце.
3 июля. В 14.00 советско-румынская граница была закрыта. Таким образом войска Южного фронта выполнили поставленную перед ними задачу. Главные силы приступили к изучению новых дислокации и плановой боевой и политической подготовке в занимаемых ими районах. 17-й ск находился в Северной Буковине и состоял из 58, 60, 131-й сд, 5-й лтбр.
В связи с окончанием Бессарабского похода 5 июля войска Южного фронта были приведены в состояние постоянной боевой готовности мирного времени.
7 июля на основании директивы наркома обороны № 0/1/104584 командующий Южным фронтом генерал армии Г. К. Жуков издал директиву, согласно которой временно оставалась в Северной Буковине и 60-я.